# Tobias Steinhauser
Tobias Steinhauser er en tysk tidligere cykelrytter som blev født 27. januar 1972

## Hold
- 1987 – 1988 Rad Union Wangen
- 1989 – 1990 RSG Heilbronn
- 1991 Sportvereinigung Stuttgart-Feuerbach
- 1992 – 1995 RSV Öschelbronn
- 1996 – 1997 Ceramchi Refin
- 1998 Vitalicio Seguros
- 1999 Mapei
- 2000 – 2002 Gerolsteiner
- 2003 Coast/Bianchi
- 2004 – 2005 T-Mobile